# Hyperaeschrella occidentalis
Hyperaeschrella occidentalis är en fjärilsart som beskrevs av Alexander Schintlmeister 1993. Hyperaeschrella occidentalis ingår i släktet Hyperaeschrella och familjen tandspinnare. Inga underarter finns listade i Catalogue of Life.